# Kjelt Engbers
Kjelt Engbers (Emmen, 14 september 1999) is een Nederlands voetballer die normaliter als verdediger speelt.
Op 4 november 2018 maakte hij zijn debuut in het betaald voetbal. In de eredivisiewedstrijd tegen sc Heerenveen (1-1) kwam hij in de 88e minuut in het veld als vervanger van Keziah Veendorp. In januari 2019 ging hij naar VV Hoogeveen.

## Jeugd
Engbers begon op 5-jarige leeftijd met voetballen bij de Emmense voetbalclub VV EHS '85. Later stapte hij over naar VV Emmen, bij VV Emmen werd hij vervolgens in 2011 opgepikt door profclub FC Emmen en toegevoegd aan de jeugdopleiding van de Drentse club. 

## Clubstatistieken
| Seizoen | Club     | Competitie     | Competitie | Competitie | Beker | Beker | Nacompetitie | Nacompetitie | Totaal | Totaal |
| Seizoen | Club     | Competitie     | Wed.       | Dlp.       | Wed.  | Dlp.  | Wed.         | Dlp.         | Wed.   | Dlp.   |
| ------- | -------- | -------------- | ---------- | ---------- | ----- | ----- | ------------ | ------------ | ------ | ------ |
| 2017/18 | FC Emmen | Eerste divisie | 0          | 0          | 0     | 0     | 0            | 0            | 0      | 0      |
| 2018/19 | FC Emmen | Eredivisie     | 1          | 0          | 0     | 0     | 0            | 0            | 1      | 0      |
| Totaal  | Totaal   | Totaal         | 1          | 0          | 0     | 0     | 0            | 0            | 1      | 0      |